# 森丘正唯
森丘 正唯（もりおか まさただ、1880年〈明治13年〉3月23日 - 1967年〈昭和42年〉9月10日）は、日本の政治家・農村指導者。

## 人物
富山県下新川郡大布施村（現・黒部市）に、地主の森丘彦の長男として生まれる。1900年（明治33年）7月30日、20歳で大布施村の村長となり、同年12月10日まで村長を務めた（1901年〔明治34年〕1月18日に阿原平左衛門に交代。1903年（明治36年）、東京専門学校（現在の早稲田大学）邦語政治科卒業。1906年（明治39年）10月24日に再び大布施村長に就任し、同村が桜井町発足により消滅するまで村長を勤め上げた。
1940年（昭和15年）、町村合併によって発足した桜井町の初代町長となり、同年3月14日の就任から1946年（昭和21年）4月22日まで町長を務めた。
下新川郡会議員、富山県会議員・富山県会議長、富山県農会副会長、産業組合中央会富山県支会長などを歴任した。戦後に富山県農業協同組合中央会が設立されると、初代会長に就任した。
富山県立桜井高等学校の前身である下新川郡立農業学校を創立したほか、1962年（昭和37年）11月29日には北日本新聞社社長に就任するなど、地方自治、文化、農業・農村の振興、産業組合・農業協同組合の発展に尽力した。

## 著書
- 森丘正唯、坂本久美 編『黒部川神社誌』黒部川治水同盟会、1989年10月。全国書誌番号:20347507。
- 森丘正唯 著、図書館事業推進委員会 編『森丘正唯著作集』黒部市立図書館〈先賢著作シリーズ 8〉、1994年12月。全国書誌番号:98032936。